# پیک نوروزی
پیک نوروزی یا پیک شادی درسنامه ای از تکالیف بود که به دانش آموزان دبستانی در ایران برای روزهای تعطیلات نوروز داده می شد.
این تکالیف شامل معما،رنگ آمیزی و کاردستی بود. هدف از آن پیوستگی فعالیت های آموزشی و غنی کردن اوقات فراغت بود. . 
در سال ۱۳۹۷ از حذف چاپ پیک ها برای عید و جایگزینی آن با طرح کتابخوانی خبر داده شد.